# Dana Reeve
Dana Charles Morosini, coniugata Reeve (Teaneck, 17 marzo 1961 – New York, 6 marzo 2006), è stata una cantante, attrice e attivista statunitense.

## Biografia
Figlia del cardiologo Charles Morosini e di Helen Simpson, studiò a Middlebury.
Nel 1992 sposò l'attore Christopher Reeve. Quando, nel 1995, il marito rimase paralizzato a seguito di una caduta da cavallo, abbandonò quasi completamente la carriera per assisterlo. Morì nel 2006, poco tempo dopo la scomparsa di Reeve, per un cancro ai polmoni, lasciando il figlio tredicenne William, nato dal matrimonio con Reeve.

### Attivista per i diritti dei disabili
Dopo l'incidente occorso al marito, Dana Reeve divenne un'attivista nelle campagne a difesa dei diritti dei disabili e una grande sostenitrice della ricerca sulle cellule staminali e la clonazione terapeutica, che sostenne anche attraverso una propria organizzazione, protestando contro la politica del governo statunitense. Con il marito realizzò il Christopher and Dana Reeve Paralysis Resource Center, un ospedale a Short Hills, nel New Jersey.
Il 25 aprile 1998, la casa editrice Random House pubblicò l'autobiografia scritta a quattro mani col marito, Still Me (Ancora io). Nel 2004, durante la campagna presidenziale, si schierò apertamente a favore di John Kerry, candidato alla Casa Bianca del partito dei Democratici, in quanto favorevole alla ricerca sulle cellule staminali, contrariamente al programma politico del presidente Bush.

### Malattia e morte
Il 9 agosto 2005 annunciò di essere affetta da un carcinoma del polmone in fase terminale, che la portò alla morte il 6 marzo 2006, undici giorni prima del suo 45º compleanno.

## Filmografia parziale

### Cinema
- Al di sopra di ogni sospetto (Above Suspicion), regia di Steven Schachter (1995)

### Televisione
- Law & Order - I due volti della giustizia (Law & Order) – serie TV, 2 episodi (1990, 1997)
- Oz - serie TV, 4 episodi (2000)
- Law & Order: Criminal Intent - serie TV, episodio 1x04 (2001)

### Doppiaggio
- Piccolo grande eroe (Everyone's Hero), regia di Colin Brady (2006) - voce

## Doppiatrici italiane
Nelle versioni in italiano delle opere in cui ha recitato, Lisa Zane è stata doppiata da:
- Laura Lenghi in Law & Order - I due volti della giustizia (ep. 7x02)
- Germana Pasquero in Law & Order: Criminal Intent

Da doppiatrice, è stata sostituita da:
- Monica Ward in Piccolo grande eroe